# سید محسن حبیبی
سید محسن حبیبی (زاده ۳۰ مرداد ۱۳۲۶ – درگذشته ۶ مهر ۱۳۹۹)، استاد تمام در رشته شهرسازی در دانشکده هنرهای زیبای دانشگاه تهران بود.

## زندگی‌نامه
محسن حبیبی در سال ۱۳۲۶ در کرمانشاه زاده شد. او دیپلم متوسطه را در رشته ریاضی از دبیرستان شاپور کرمانشاه گرفت و دارای دو مدرک در مقطع کارشناسی ارشد را در رشته‌های معماری و شهرسازی از دانشگاه تهران و دکترای شهرسازی از دانشگاه پاریس بود. حبیبی در سال ۱۳۶۰ (خورشیدی) از پایان‌نامه دکترای خود با عنوان ترکیب شهری از «شهر سنتی» به «شهر نوین» دفاع کرد.
حبیبی در سال ۱۳۸۱ به عنوان استاد نمونه دانشگاه تهران شناخته شد. او بیش از ۶۰ مقاله در زمینه شهرسازی و معماری نوشت.
او در ۶ مهر ۱۳۹۹ در تهران درگذشت.

## مسئولیت‌ های دانشگاهی
- مدیر گروه شهرسازی دانشگاه تهران (۱۳۶۸–۱۳۶۴)
- سرپرست تحصیلات تکمیلی دانشکده هنرهای زیبا (۱۳۸۰–۱۳۷۶)
- معاون آموزشی دانشکده هنرهای زیبا (از تیر ۱۳۸۰ تا ۱۳۸۳)
- رئیس دانشکده هنرهای زیبا (از خرداد ۱۳۸۳ تا ۱۳۸۸)[۷]

## سایر فعالیت‌ها
حبیبی با توجه به رشته تحصیلی و تجربیات خود در بحث شهرسازی شهر تهران نیز کار کرد که حضور در شورای راهبردی و هدایت طرح توسعه شهری (جامع) تهران، شورای تخصصی شهر تهران، مشاور معاون فنی و عمرانی شهرداری تهران از ان جمله است.
حبیبی در دهه شصت و هفتاد با وزارت مسکن و شهرسازی با پذیرش مسوولیت‌های زیر همکاری کرده‌است:
- معاون تحقیقات مسکن، مرکز تحقیقات ساختمان مسکن، وزارت مسکن و شهرسازی، (۱۳۶۰–۱۳۶۲)
- مشاور رئیس مرکز تحقیقات ساختمان و مسکن، (۱۳۶۸–۱۳۷۳)
- شورای علمی مرکز مطالعات معماری و شهرسازی، وزارت مسکن و شهرسازی، (۱۳۷۴–۱۳۷۶)
- شورای اجتماعی اقتصادی وزارت مسکن و شهرسازی، (۱۳۷۶–۱۳۷۳) -
- هیئت علمی سمینارهای توسعه مسکن وزارت مسکن و شهرسازی (۱۳۷۶–۱۳۷۲)

او همچنین در جایگاه مشاور رئیس سازمان میراث فرهنگی کشور، (۱۳۸۲–۱۳۷۶) - و رئیس بنیاد مسکن انقلاب اسلامی، (۱۳۸۳–۱۳۶۸) حضور داشته‌است.

## کتاب‌ها
- مسکن حداقل - زهرا اهری، سیدمحسن حبیبی، فرهاد خسرو خاور و اصغر ارجمند نیا. مرکز تحقیقات ساختمان و مسکن، ۱۳۶۷.
- الگوی ساخت مسکن در شهرهای خوزستان - حبیبی، سیدمحسن، زهرا اهری و شهلا امینی جدید. مرکز تحقیقات ساختمان و مسکن، ۱۳۷۱.
- مسکن و معلولین -حبیبی، سیدمحسن، گیسو قائم و فاطمه میرفتاح. مرکز تحقیقات ساختمان و مسکن، ۱۳۷۱.
- اصول و ضوابط طراحی منطقه، روستا و واحد مسکونی - حبیبی، سیدمحسن و علیرضا انیسی مرکز تحقیقات ساختمان و مسکن، ۱۳۷۲.
- استخوان‌بندی شهر تهران - شهرداری تهران، ۱۳۷۶.
- سرانه کاربری‌های شهری حبیبی، سیدمحسن و صدیقه مسائلی - مرکز تحقیقات ساختمان و مسکن، ۱۳۷۸.
- مرمت شهری - حبیبی، سیدمحسن و ملیحه مقصودی انتشارات دانشگاه تهران، ۱۳۸۱.
- اطلس کلانشهر تهران - حبیبی، سیدمحسن، برنارد هورکاد و محمد میرزائی شرکت پردازش و برنامه‌ریزی شهری، ۱۳۸۴.
- قصه شهر، تهران- نماد شهر نوپرداز ایرانی ۱۲۹۹–۱۳۳۲ - انتشارات دانشگاه تهران، ۱۳۸۹.
- شرح جریانهای فکری معماری و شهرسازی در ایران معاصر - دفتر پژوهشهای فرهنگی، ۱۳۸۹.
- از شار تا شهر (تحلیلی تاریخی از مفهوم شهر و سیمای کالبدی آن تفکر و تأثر) - انتشارات دانشگاه تهران، ۱۳۹۰.
- مکتب اصفهان، زبان طراحی شهری در شهرهای کهن - حبیبی، سیدمحسن و زهرا اهری دفتر پژوهشهای فرهنگی، ۱۳۹۱.
- قصه شهر - انتشارات دانشگاه تهران، ۱۳۹۲.
- خاطره شهر -انتشارات ناهید، ۱۳۹۴.
- میدان بهارستان، تجربه نووارگی در فضای شهری ایرانی -حبیبی، سیدمحسن و زهرا اهری دفتر پژوهشهای فرهنگی، ۱۳۹۴.[۸]

## کتاب‌های ترجمه شده
- منطقه چیست؟ مرکز تحقیقات ساختمان و مسکن، ۱۳۶۵.
- معماری بازسازی در فرانسه مرکز تحقیقات ساختمان و مسکن، ۱۳۶۶.
- فضای شهری و معلولین مرکز تحقیقات ساختمان و مسکن، ۱۳۶۷.
- شهرسازی: واقعیات و تخیلات انتشارات دانشگاه تهران، ۱۳۷۵.
- فناوری گنبد میراث فرهنگی، ۱۳۸۰.[۹]